# Wawitz

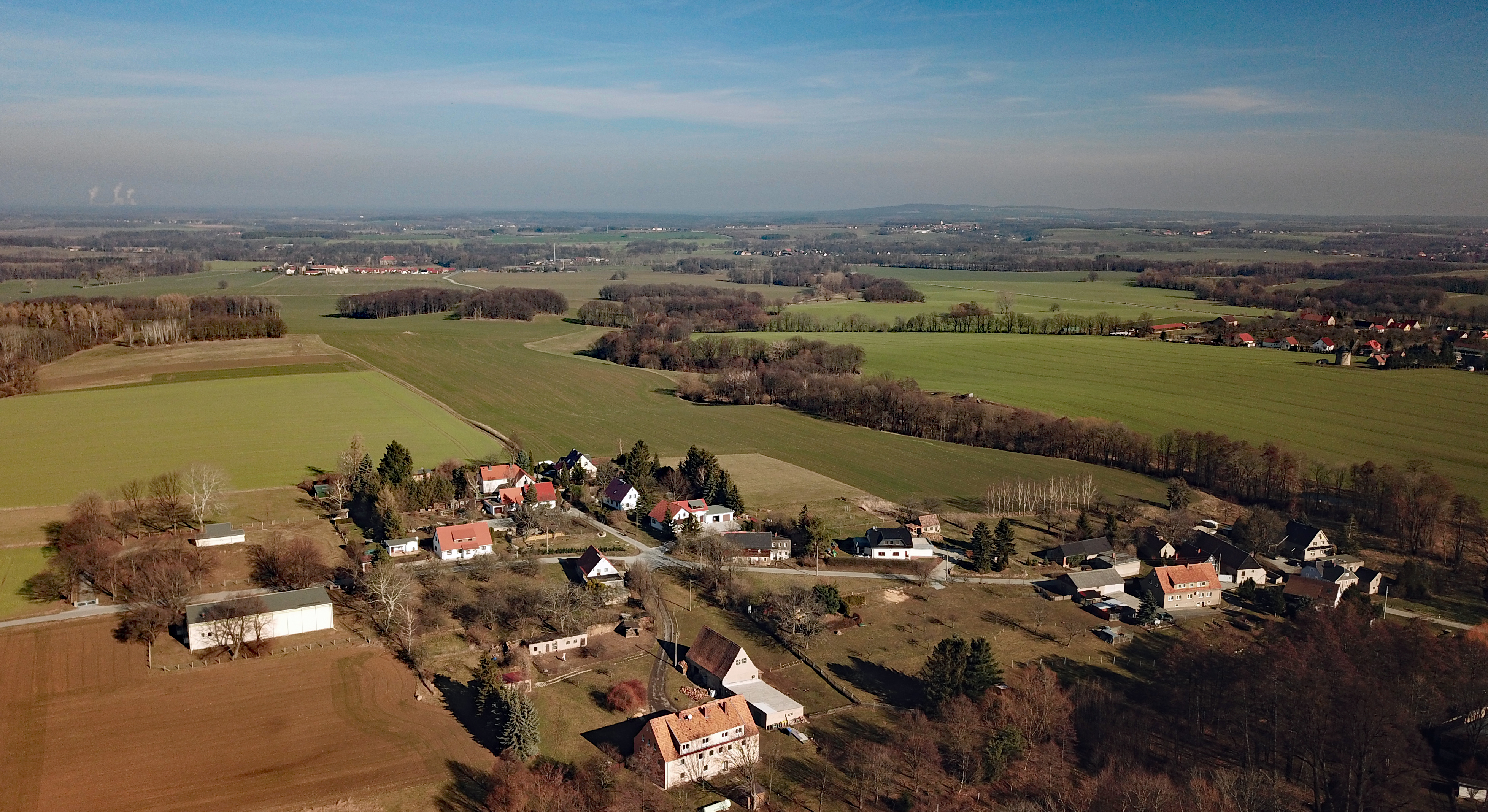
Luftbild

Wawitz, sorbisch Wawicyⓘ, ist ein Dorf im Osten des sächsischen Landkreises Bautzen, das zur Gemeinde Hochkirch gehört. Es zählt zum offiziellen sorbischen Siedlungsgebiet in der Oberlausitz.

## Geografie
Der Ort befindet sich 2,3 Kilometer nördlich des Gemeindezentrums Hochkirch auf 210 Metern über dem Meer. Die Nachbarorte sind Rodewitz im Osten, Pommritz im Süden und Drehsa im Nordwesten.
Nach der Siedlungsanlage ist Wawitz ein Bauernweiler.

## Geschichte
Die erste Erwähnung des Ortsnamens erfolgte bereits 1228 als Wawiz in einer Urkunde des böhmischen Königs Wenzel.
Bis zum 1. April 1936 war Wawitz eine eigenständige Landgemeinde, dann wurde es zunächst nach Pommritz und 1993 nach Hochkirch eingemeindet.

## Bevölkerung
Für seine Statistik über die sorbische Bevölkerung in der Oberlausitz ermittelte Arnošt Muka in den achtziger Jahren des 19. Jahrhunderts für den Ort eine Bevölkerungszahl von 122 Einwohnern; davon waren 121 Sorben und ein Deutscher. Seither ist der Gebrauch des Sorbischen im Ort stark zurückgegangen.
1910 hatte Wawitz 125 Einwohner. Seit 1993 werden leicht sinkende Einwohnerzahlen verzeichnet, von rund 100 Einwohnern Ende der 1990er Jahre bis rund 80 Einwohnern Ende der 2000er Jahre.
Der größte Teil der gläubigen Bevölkerung ist evangelisch-lutherisch. Der Ort ist nach Hochkirch gepfarrt.